# Paul Hove
Paul Jove es un deportista estadounidense que compitió en natación. Fue medalla de bronce en 200 metros espalda en el Campeonato Mundial de Natación de 1975.

## Palmarés internacional
| Campeonato Mundial de Natación | Campeonato Mundial de Natación | Campeonato Mundial de Natación | Campeonato Mundial de Natación |
| Año                            | Lugar                          | Medalla                        | Prueba                         |
| ------------------------------ | ------------------------------ | ------------------------------ | ------------------------------ |
| 1975                           | Cali (Colombia)                | Medalla de bronce              | 200 m espalda                  |